# Leptoneta kernensis
Leptoneta kernensis är en spindelart som beskrevs av Simon 1910. Leptoneta kernensis ingår i släktet Leptoneta och familjen Leptonetidae.
Artens utbredningsområde är Algeriet. Inga underarter finns listade i Catalogue of Life.